# 坂中地
坂中地（さかなかじ）は、愛知県弥富市の地名。

## 地理

### 河川・池沼
- 宝川

### 施設
- 十四山教会
- 十四山保育所

## 歴史

### 地名の由来
「魚ケ地」の転訛であるという。

### 沿革
- 江戸時代 - 尾張国海西郡坂中地新田村として所在[1]。尾張藩領佐屋代官所支配[1]。1648年（慶安元年）に開墾され、1650年（慶安3年）に高入[1]。
- 1889年（明治22年） - 十四山村大字坂中地新田となる[1]。
- 1985年（昭和60年） - 十四山村大字坂中地新田の一部より、同村大字坂中地が成立[1]。
- 2006年（平成18年）4月1日 - 海部郡十四山村大字坂中地が合併により、弥富市坂中地となる[WEB 6]。

### 人口の変遷
国勢調査による人口および世帯数の推移。
| 1995年（平成7年）  | 47世帯 178人 |  |
| 2000年（平成12年） | 51世帯 176人 |  |
| 2005年（平成17年） | 58世帯 179人 |  |
| 2010年（平成22年） | 58世帯 178人 |  |
| 2015年（平成27年） | 54世帯 168人 |  |
| 2020年（令和2年）  | 57世帯 166人 |  |

### WEB
1. 1 2  総務省統計局 (2022年2月10日). “令和2年国勢調査の調査結果(e-Stat) - 男女別人口，外国人人口及び世帯数－町丁・字等” (CSV). 2023年8月2日閲覧。
2. ↑  “愛知県弥富市の町丁・字一覧”.   人口統計ラボ. 2022年12月12日閲覧。
3. ↑  “読み仮名データの促音・拗音を小書きで表記するもの(zip形式) 愛知県” (zip).   日本郵便 (2024年2月29日). 2024年3月26日閲覧。
4. ↑  “市外局番の一覧” (PDF).   総務省 (2022年3月1日). 2022年3月22日閲覧。
5. ↑  “ナンバープレートについて”.   一般社団法人愛知県自動車会議所. 2024年1月21日閲覧。
6. ↑  “愛知県弥富市の郵便番号一覧”.   日本郵便. 2022年12月12日閲覧。
7. ↑  総務省統計局 (2014年3月28日). “平成7年国勢調査の調査結果(e-Stat) - 男女別人口及び世帯数 －町丁・字等” (CSV). 2021年7月20日閲覧。
8. ↑  総務省統計局 (2014年5月30日). “平成12年国勢調査の調査結果(e-Stat) - 男女別人口及び世帯数 －町丁・字等” (CSV). 2021年7月20日閲覧。
9. ↑  総務省統計局 (2014年6月27日). “平成17年国勢調査の調査結果(e-Stat) - 男女別人口及び世帯数 －町丁・字等” (CSV). 2021年7月21日閲覧。
10. ↑  総務省統計局 (2012年1月20日). “平成22年国勢調査の調査結果(e-Stat) - 男女別人口及び世帯数 －町丁・字等” (CSV). 2021年7月21日閲覧。
11. ↑  総務省統計局 (2017年1月27日). “平成27年国勢調査の調査結果(e-Stat) - 男女別人口及び世帯数 －町丁・字等” (CSV). 2021年7月21日閲覧。

### 書籍
1. 1 2 3 4 5 6  「角川日本地名大辞典」編纂委員会 1989, p. 598.